# Torneo Apertura 2023 (Guatemala)
El Torneo Apertura 2023 fue el 49° torneo corto del fútbol guatemalteco, dando inicio a la temporada 2023−24 de la Liga Nacional de Fútbol de Guatemala.
El torneo presenta un cambio de formato con el fin de aligerar la carga de partidos y alinearse a las recomendaciones FIFA, reduciendo las fechas regulares de 22 a 16, y los partidos de 132 a 96.
Fue el segundo torneo corto bajo la denominación de Liga Guate Banrural por fines de patrocinio.
El campeón del torneo fue el Comunicaciones FC y se clasificó a la Copa Centroamericana de Concacaf 2024.

## Sistema de competición
Para esta edición, se modificó el formato de competencia con el fin de tener juegos de fase regular únicamente en los fines de semana. Los equipos se dividirán en 2 grupos regionalizados para el anterior fin. El torneo se divide en dos partes:
- Fase de clasificación: Formado por los 96 partidos en las 16 jornadas disputadas.
- Fase final: Cuartos de final, semifinales y final

### Fase de clasificación
Los 12 equipos participantes se dividen en dos grupos de seis equipos cada uno. Dentro de cada grupo, los equipos jugarán todos contra todos a visita recíproca a lo largo de 10 fechas; tras finalizar esas 10 fechas, se jugarán otros 6 partidos, cada equipo jugará un partido contra cada uno de los seis equipos que forman parte del grupo opuesto al suyo, jugando tres partidos de local y tres partidos de visitante. Lo anterior se contabiliza en 16 fechas de 6 partidos cada una, para un total de 96 partidos clasificatorios. Se utiliza un sistema de puntos, que se presenta así:
- Por victoria, se obtendrán 3 puntos.
- Por empate, se obtendrá 1 punto.
- Por derrota no se obtendrán puntos.

Los partidos que conformen cada fecha, así como el orden de estos serán definidos por sorteo antes de comenzar la competición.
Al finalizar las 16 jornadas, la tabla se ordenará con base en los clubes que hayan obtenido la mayoría de puntos, en caso de empates, se toman los siguientes criterios:
1. Puntos
2. Puntos obtenidos entre los equipos empatados
3. Diferencial de goles
4. Goles anotados
5. Goles anotados en condición visitante.

### Fase final
Al finalizar las 16 fechas totales, los primeros 8 equipos de la tabla general clasifican a la fase final.
Los ocho clubes calificados para esta fase del torneo serán reubicados de acuerdo con el lugar que ocupen en la tabla General al término de la fecha 16, con el puesto del número uno al club mejor clasificado, y así hasta el número 8. Los partidos a esta fase se desarrollarán a visita, en las siguientes etapas:
- Cuartos de final
- Semifinales
- Final

Los partidos de cuartos de final se jugarán de la siguiente manera:
2.º vs 7.º
3.º vs 6.º
4.º vs 5.º
En las semifinales participarán los cuatro clubes vencedores de cuartos de final, reubicándolos del uno al cuatro, de acuerdo a su mejor posición en la tabla General de clasificación al término de la jornada 22 del torneo correspondiente, enfrentándose:
2.º vs 3.º
Finalmente, en la final se enfrentan los dos vencedores de las rondas semifinales. El ganador de la serie final será proclamado como campeón de liga y clasificará a la Copa Centroamericana de Concacaf 2024.

## Equipos participantes

### Relevos
| Pos. | Descendidos de la Liga Nacional 2022−23 |
| ---- | --------------------------------------- |
| 11.º | Deportivo Iztapa                        |
| 12.º | 'Santa Lucía Cotzumalguapa'             |

| Pos. | Ascendidos de la Primera División 2022−23 |
| ---- | ----------------------------------------- |
| 1.º  | Deportivo Zacapa                          |
| 2.°  | 'Coatepeque'                              |

### Localización
| Equipos por departamento | Equipos por departamento | Equipos por departamento | Equipos por departamento |
| Departamento             | N.º                      | Equipos                  | Mapa |
| ------------------------ | ------------------------ | ------------------------ | --- |
| Guatemala                | 3                        | Comunicaciones           | Comunicaciones Mixco Municipal Coatepeque Xelajú MC Antigua GFC Achuapa Cobán Imperial Guastatoya Malacateco Xinabajul Zacapa |
| Guatemala                | 3                        | Mixco                    | Comunicaciones Mixco Municipal Coatepeque Xelajú MC Antigua GFC Achuapa Cobán Imperial Guastatoya Malacateco Xinabajul Zacapa |
| Guatemala                | 3                        | Municipal                | Comunicaciones Mixco Municipal Coatepeque Xelajú MC Antigua GFC Achuapa Cobán Imperial Guastatoya Malacateco Xinabajul Zacapa |
| Quetzaltenango           | 2                        | Coatepeque Xelajú MC     | Comunicaciones Mixco Municipal Coatepeque Xelajú MC Antigua GFC Achuapa Cobán Imperial Guastatoya Malacateco Xinabajul Zacapa |
| Sacatepéquez             | 1                        | Antigua GFC              | Comunicaciones Mixco Municipal Coatepeque Xelajú MC Antigua GFC Achuapa Cobán Imperial Guastatoya Malacateco Xinabajul Zacapa |
| Jutiapa                  | 1                        | Achuapa                  | Comunicaciones Mixco Municipal Coatepeque Xelajú MC Antigua GFC Achuapa Cobán Imperial Guastatoya Malacateco Xinabajul Zacapa |
| Alta Verapáz             | 1                        | Cobán Imperial           | Comunicaciones Mixco Municipal Coatepeque Xelajú MC Antigua GFC Achuapa Cobán Imperial Guastatoya Malacateco Xinabajul Zacapa |
| El Progreso              | 1                        | Guastatoya               | Comunicaciones Mixco Municipal Coatepeque Xelajú MC Antigua GFC Achuapa Cobán Imperial Guastatoya Malacateco Xinabajul Zacapa |
| San Marcos               | 1                        | Malacateco               | Comunicaciones Mixco Municipal Coatepeque Xelajú MC Antigua GFC Achuapa Cobán Imperial Guastatoya Malacateco Xinabajul Zacapa |
| Huehuetenango            | 1                        | Xinabajul Huehue         | Comunicaciones Mixco Municipal Coatepeque Xelajú MC Antigua GFC Achuapa Cobán Imperial Guastatoya Malacateco Xinabajul Zacapa |
| Zacapa                   | 1                        | Zacapa                   | Comunicaciones Mixco Municipal Coatepeque Xelajú MC Antigua GFC Achuapa Cobán Imperial Guastatoya Malacateco Xinabajul Zacapa |

### Información de equipos
| Equipo           | Entrenador               | Ciudad              | Estadio                | Capacidad | Fundación      | Patrocinadores | Kit          | Televisora      |
| ---------------- | ------------------------ | ------------------- | ---------------------- | --------- | -------------- | --- | ------------ | --------------- |
| Achuapa          | Adrián Arias             | El Progreso         | Winston Pineda         | 6,000     | 1932 (93 años) | Ver lista MUNI El Progreso Banrural                                                                                  | Guza−Sport   |                 |
| Antigua GFC      | Ronald González          | Antigua Guatemala   | Pensativo              | 10,000    | 1959 (66 años) | Ver lista Municipalidad AG Betcris Bantrab Glucosoral                                                                | NINO         | Logo-tigosports |
| Coatepeque       | Joaquín Álvarez          | Coatepeque          | Israel Barrios         | 20,000    | 1967 (58 años) | Ver lista Starbus Bantrab Glucosoral                                                                                 | Nevimar      | Facebook Live   |
| Cobán Imperial   | César Eduardo Méndez     | Cobán               | José Ángel Rossi       | 7,000     | 1936 (89 años) | Ver lista Municipalidad Cobán Domino's Pizza Bantrab Pepsi Mayafert Betcris Alutech                                  | MG Sports    | Logo-tigosports |
| Comunicaciones   | Willy Coito Olivera      | Ciudad de Guatemala | Doroteo Guamuch Flores | 27,000    | 1949 (76 años) | Ver lista Z Gas Banrural Gana 777                                                                                    | Kelme        | Logo-tigosports |
| Guastatoya       | Roberto Montoya          | Guastatoya          | David Cordón Hichos    | 3,100     | 2010 (15 años) | Ver lista Top 1 Oil Banrural MUNI Guastatoya SISTECOM                                                                | Guza−Sport   |                 |
| Malacateco       | Gabriel Ernesto Pereyra  | Malacatán           | Santa Lucía            | 5,500     | 1962 (63 años) | Ver lista ACREDICOM Farmacias Batres Grupo Santa Lucía StarBus MUNI Malacatán Banrural Betcris                       | Silver Sport |                 |
| Mixco            | Fabricio Benítez         | Mixco               | Santo Domingo          | 5,200     | 1964 (58 años) | Ver lista Top 1 Oil Z Gas MUNI Mixco Banrural                                                                        | JM12         |                 |
| Municipal        | Sebastián Bini           | Ciudad de Guatemala | El Trébol              | 7,500     | 1936 (89 años) | Ver lista Z Gas Banrural Betcris                                                                                     | Umbro        | Logo-tigosports |
| Xelajú MC        | Marvin Amarini Villatoro | Quetzaltenango      | Mario Camposeco        | 12,500    | 1942 (83 años) | Ver lista Betcris Banrural Pepsi Elektra                                                                             | Kelme        | Logo-tigosports |
| Xinabajul Huehue | Pablo Centrone           | Huehuetenango       | Los Cuchumatanes       | 5,433     | 1980 (42 años) | Ver lista Muni Huehue Clínica Integral SIV EOM Banrural Power Gym Cristóbal Colón Distribuidora Karen FFACSA StarBus | Orion        | Logo-tigosports |
| Zacapa           | Érick González           | Zacapa              | David Ordóñez Bardales | 8,500     | 1951 (73 años) | Ver lista WinOnFire Domino's Pizza Agua Purificada El Petón Puresa Vega Moscoso                                      | Guza−Sport   |                 |

### Grupos
Según calendarización, cada equipo jugará dos veces (una como local y otra como visitante) contra cada uno de sus cinco rivales de grupo, totalizando las primeras diez fechas. En las seis fechas siguientes, conocidas como intergrupos, cada equipo jugará como local ante tres equipos del grupo contrario, jugando como visitante contra los otros tres equipos del grupo contrario.
El orden de los grupos fue decidido según su posición en la temporada anterior, dividiéndose entre pares e impares.
| Equipo           | Clasificado como                                               |
| Grupo A          | Grupo A                                                        |
| ---------------- | -------------------------------------------------------------- |
| Comunicaciones   | 1.º Clasificado de la tabla acumulada de la Temporada 2022−23  |
| Xelajú MC        | 3.º Clasificado de la tabla acumulada de la Temporada 2022−23  |
| Cobán Imperial   | 5.º Clasificado de la tabla acumulada de la Temporada 2022−23  |
| Xinabajul Huehue | 7.º Clasificado de la tabla acumulada de la Temporada 2022−23  |
| Malacateco       | 9.º Clasificado de la tabla acumulada de la Temporada 2022−23  |
| Coatepeque       | Recién ascendido                                               |
| Grupo B          |                                                                |
| Municipal        | 2.º Clasificado de la tabla acumulada de la Temporada 2022−23  |
| Antigua GFC      | 4.º Clasificado de la tabla acumulada de la Temporada 2022−23  |
| Guastatoya       | 6.º Clasificado de la tabla acumulada de la Temporada 2022−23  |
| Achuapa          | 8.º Clasificado de la tabla acumulada de la Temporada 2022−23  |
| Mixco            | 10.º Clasificado de la tabla acumulada de la Temporada 2022−23 |
| Zacapa           | Recién ascendido                                               |

### Cambios de entrenadores
| Equipo         | Entrenador saliente  | Fecha de vacante        | Tipo de salida       | Pos. | Entrenador entrante  | Fecha de nombramiento |
| -------------- | -------------------- | ----------------------- | -------------------- | ---- | -------------------- | --------------------- |
| Zacapa         | Érick González       | 19 de septiembre        | Recisión de contrato | 10.º | Martín Adrián García | 20 de septiembre      |
| Antigua GFC    | Ronald González      | 22 de septiembre        | Recisión de contrato | 1.º  | Dwight Pezzarossi    | 22 de septiembre      |
| Coatepeque     | Joaquín Álvarez      | 4 de octubre            | Recisión de contrato | 11.º | Francisco Ramírez    | 5 de octubre          |
| Cobán Imperial | César Eduardo Méndez | 29 de noviembre de 2023 | Recisión de contrato | 10.º | Por confirmar        | n/a                   |
| Coatepeque     | Francisco Ramírez    | 29 de noviembre de 2023 | Recisión de contrato | 12.º | Por confirmar        | n/a                   |

## Fase de clasificación

### Tabla general
| Pos. | Equipo           | Pts. | PJ | G | E | P | GF | GC | Dif. | Clasificación |
| ---- | ---------------- | ---- | -- | - | - | - | -- | -- | ---- | ------------- |
| 1    | Achuapa          | 30   | 16 | 9 | 3 | 4 | 27 | 23 | +4   | Fase final    |
| 2    | Municipal        | 28   | 16 | 8 | 4 | 4 | 27 | 17 | +10  | Fase final    |
| 3    | Antigua GFC      | 28   | 16 | 8 | 4 | 4 | 24 | 19 | +5   | Fase final    |
| 4    | Comunicaciones   | 26   | 16 | 7 | 5 | 4 | 27 | 20 | +7   | Fase final    |
| 5    | Malacateco       | 24   | 16 | 7 | 3 | 6 | 24 | 24 | 0    | Fase final    |
| 6    | Guastatoya       | 23   | 16 | 7 | 2 | 7 | 21 | 16 | +5   | Fase final    |
| 7    | Zacapa           | 22   | 16 | 7 | 1 | 8 | 22 | 20 | +2   | Fase final    |
| 8    | Xelajú MC        | 19   | 16 | 5 | 4 | 7 | 10 | 13 | −3   | Fase final    |
| 9    | Deportivo Mixco  | 19   | 16 | 5 | 4 | 7 | 15 | 20 | −5   |               |
| 10   | Cobán Imperial   | 18   | 16 | 4 | 6 | 6 | 19 | 25 | −6   |               |
| 11   | Xinabajul Huehue | 16   | 16 | 3 | 7 | 6 | 18 | 25 | −7   |               |
| 12   | Coatepeque       | 11   | 16 | 2 | 5 | 9 | 12 | 24 | −12  |               |

Actualizado a los partidos jugados el 26 de noviembre de 2023.
 Fuente: Página oficial
Criterios de clasificación: Puntos · Diferencia de goles · Goles a favor · Enfrentamiento directo

### Resultados
| Local \ Visitante | ACH | ANT | COA | COB | COM | GST | MAL | MIX | MUN | XEL | XIN | ZAC |
| ----------------- | --- | --- | --- | --- | --- | --- | --- | --- | --- | --- | --- | --- |
| Achuapa           | —   | 3–2 | 1–0 | X   | 2–0 | 1–3 | X   | 2–0 | 2–2 | 1–0 | X   | 3–1 |
| Antigua GFC       | 3–0 | —   | X   | 2–2 | X   | 1–0 | 4–2 | 2–2 | 0–2 | X   | 2–1 | 1–0 |
| Coatepeque        | X   | 0–0 | —   | 3–0 | 1–1 | 0–1 | 0–2 | X   | X   | 0–0 | 4–1 | 0–1 |
| Cobán Imperial    | 1–1 | X   | 2–1 | —   | 2–1 | X   | 1–3 | 2–2 | 2–2 | 1–0 | 2–0 | X   |
| Comunicaciones    | X   | 2–1 | 5–0 | 2–0 | —   | 2–1 | 1–1 | X   | X   | 2–1 | 1–1 | 2–2 |
| Guastatoya        | 1–2 | 2–2 | X   | 1–0 | X   | —   | 4–0 | 2–1 | 3–1 | X   | 0–0 | 0–1 |
| Malacateco        | 3–2 | X   | 1–0 | 0–0 | 2–3 | X   | —   | 3–0 | 1–1 | 2–0 | 4–1 | X   |
| Deportivo Mixco   | 2–0 | 0–1 | 3–0 | X   | 2–1 | 1–0 | X   | —   | 0–3 | 0–0 | X   | 1–0 |
| Municipal         | 2–2 | 0–1 | 3–0 | X   | 0–2 | 0–1 | X   | 3–1 | —   | 1–0 | X   | 4–2 |
| Xelajú MC         | X   | 0–1 | 1–1 | 1–0 | 2–0 | 2–1 | 1–0 | X   | X   | —   | 1–1 | 1–0 |
| Xinabajul Huehue  | 1–2 | X   | 2–2 | 3–3 | 2–2 | X   | 2–1 | 0–0 | 0–2 | 2–0 | —   | X   |
| Zacapa            | 2–3 | 3–1 | X   | 3–1 | X   | 2–1 | 4–0 | 1–0 | 0–1 | X   | 0–1 | —   |

## Fechas
| Fecha 1                                                                     | Fecha 1   | Fecha 1        | Fecha 1                | Fecha 1          | Fecha 1 | Fecha 1            | Fecha 1    | Fecha 1   |
| Local                                                                       | Resultado | Visitante      | Estadio                | Fecha            | Hora    | Árbitro            | Amonestado | Expulsado |
| --------------------------------------------------------------------------- | --------- | -------------- | ---------------------- | ---------------- | ------- | ------------------ | ---------- | --------- |
| Malacateco                                                                  | 2−0       | Xelajú MC      | Santa Lucía            | 28 de julio      | 19:00   | Ástrid Gramajo     | 5          | −         |
| Municipal                                                                   | 0−1       | 'Guastatoya'   | El Trébol              | 29 de julio      | 15:00   | Cristhofer Corado  | 6          | −         |
| Comunicaciones                                                              | 1−1       | Xinabajul      | Nacional               | 29 de julio      | 18:00   | Enrique de la Rosa | 14         | 1         |
| Antigua GFC                                                                 | 3−0       | Achuapa        | Pensativo              | 29 de julio      | 20:00   | Wildomar Ramírez   | 1          | −         |
| Zacapa                                                                      | 1−0       | Mixco          | David Ordóñez Bardales | 30 de julio      | 15:00   | Mario Escobar      | 6          | −         |
| 'Coatepeque'                                                                | 3−0       | Cobán Imperial | Israel Barrios         | 13 de septiembre | 15:00   | Julio Luna         | 1          | −         |
| Goles: 12 (2.00 por partido) \| Tarjetas amarillas: 33 \| Tarjetas rojas: 1 |           |                |                        |                  |         |                    |            |           |

| Fecha 2                                                                     | Fecha 2   | Fecha 2        | Fecha 2                 | Fecha 2     | Fecha 2 | Fecha 2        | Fecha 2    | Fecha 2   |
| Local                                                                       | Resultado | Visitante      | Estadio                 | Fecha       | Hora    | Árbitro        | Amonestado | Expulsado |
| --------------------------------------------------------------------------- | --------- | -------------- | ----------------------- | ----------- | ------- | -------------- | ---------- | --------- |
| Cobán Imperial                                                              | 1−3       | Malacateco     | Verapaz                 | 5 de agosto | 14:00   | Carlos Galindo | 7          | 1         |
| Mixco                                                                       | 0−1       | Antigua GFC    | Santo Domingo de Guzmán | 5 de agosto | 16:00   | Julio Luna     | 6          | −         |
| Xelajú MC                                                                   | 2−0       | Comunicaciones | Mario Camposeco         | 5 de agosto | 20:00   | Armando Reyna  | 2          | −         |
| Guastatoya                                                                  | 0−1       | 'Zacapa'       | David Cordón Hichos     | 6 de agosto | 11:00   | Stib Morales   | 6          | −         |
| Xinabajul                                                                   | 2−2       | Coatepeque     | Los Cuchumatanes        | 6 de agosto | 17:00   | Kevin Cacao    | 6          | −         |
| Achuapa                                                                     | 2−2       | Municipal      | El Cóndor               | 6 de agosto | 15:00   | Walter López   | 12         | 1         |
| Goles: 16 (2.67 por partido) \| Tarjetas amarillas: 39 \| Tarjetas rojas: 2 |           |                |                         |             |         |                |            |           |

| Fecha 3                                                                     | Fecha 3   | Fecha 3        | Fecha 3                | Fecha 3      | Fecha 3 | Fecha 3          | Fecha 3    | Fecha 3   |
| Local                                                                       | Resultado | Visitante      | Estadio                | Fecha        | Hora    | Árbitro          | Amonestado | Expulsado |
| --------------------------------------------------------------------------- | --------- | -------------- | ---------------------- | ------------ | ------- | ---------------- | ---------- | --------- |
| Zacapa                                                                      | 2−3       | 'Achuapa'      | David Ordóñez Bardales | 11 de agosto | 20:00   | Bryan López      | 8          | 1         |
| Municipal                                                                   | 0−1       | Antigua GFC    | El Trébol              | 12 de agosto | 15:00   | Luis Escobar     | 5          | −         |
| Malacateco                                                                  | 1−0       | Coatepeque     | Santa Lucía            | 12 de agosto | 19:00   | Érick Orozco     | 12         | 4         |
| Xelajú MC                                                                   | 1−1       | Xinabajul      | Mario Camposeco        | 12 de agosto | 21:00   | Orlando Alvarado | 9          | −         |
| 'Guastatoya'                                                                | 2−1       | Mixco          | David Cordón Hichos    | 13 de agosto | 15:30   | Juan Morales     | 5          | −         |
| 'Comunicaciones'                                                            | 2−0       | Cobán Imperial | Nacional               | 13 de agosto | 18:00   | Mario Noriega    | 5          | 1         |
| Goles: 14 (2.33 por partido) \| Tarjetas amarillas: 44 \| Tarjetas rojas: 6 |           |                |                        |              |         |                  |            |           |

| Fecha 4                                                                     | Fecha 4   | Fecha 4        | Fecha 4        | Fecha 4      | Fecha 4 | Fecha 4            | Fecha 4    | Fecha 4   |
| Local                                                                       | Resultado | Visitante      | Estadio        | Fecha        | Hora    | Árbitro            | Amonestado | Expulsado |
| --------------------------------------------------------------------------- | --------- | -------------- | -------------- | ------------ | ------- | ------------------ | ---------- | --------- |
| Cobán Imperial                                                              | 1−0       | Xelajú MC      | Verapaz        | 19 de agosto | 11:00   | Ignacio Fuentes    | 10         | −         |
| Coatepeque                                                                  | 1−1       | Comunicaciones | Israel Barrios | 19 de agosto | 12:00   | Wálter López       | 3          | −         |
| 'Municipal'                                                                 | 3−1       | Mixco          | El Trébol      | 19 de agosto | 14:00   | Orlando Alvarado   | 2          | −         |
| Achuapa                                                                     | 1−3       | 'Guastatoya'   | El Cóndor      | 19 de agosto | 16:00   | Mario Escobar Toca | 5          | 1         |
| Antigua GFC                                                                 | 1−0       | Zacapa         | Pensativo      | 19 de agosto | 18:00   | Diego Ojer         | 5          | −         |
| Malacateco                                                                  | 4−1       | Xinabajul      | Santa Lucía    | 19 de agosto | 20:00   | Mario Noriega      | 8          | 2         |
| Goles: 17 (2.83 por partido) \| Tarjetas amarillas: 33 \| Tarjetas rojas: 3 |           |                |                |              |         |                    |            |           |

| Fecha 5                                                                     | Fecha 5   | Fecha 5        | Fecha 5                 | Fecha 5      | Fecha 5 | Fecha 5            | Fecha 5    | Fecha 5   |
| Local                                                                       | Resultado | Visitante      | Estadio                 | Fecha        | Hora    | Árbitro            | Amonestado | Expulsado |
| --------------------------------------------------------------------------- | --------- | -------------- | ----------------------- | ------------ | ------- | ------------------ | ---------- | --------- |
| Xinabajul                                                                   | 3−3       | Cobán Imperial | Los Cuchumatanes        | 25 de agosto | 18:00   | Walter López       | 7          | −         |
| Xelajú MC                                                                   | 1−1       | Coatepeque     | Mario Camposeco         | 25 de agosto | 20:00   | Mario Escobar Toca | 2          | −         |
| 'Mixco'                                                                     | 2−0       | Achuapa        | Santo Domingo de Guzmán | 26 de agosto | 16:00   | Bryan López        | 3          | 1         |
| Comunicaciones                                                              | 1−1       | Malacateco     | Nacional                | 26 de agosto | 18:00   | Diego Ojer         | 8          | −         |
| Zacapa                                                                      | 0−1       | 'Municipal'    | David Ordóñez Bardales  | 26 de agosto | 20:00   | Cristhofer Corado  | 4          | −         |
| Guastatoya                                                                  | 2−2       | Antigua GFC    | David Cordón Hichos     | 27 de agosto | 15:30   | Orlando Alvarado   | 2          | −         |
| Goles: 17 (2.83 por partido) \| Tarjetas amarillas: 26 \| Tarjetas rojas: 1 |           |                |                         |              |         |                    |            |           |

| Fecha 6                                                                     | Fecha 6   | Fecha 6        | Fecha 6                 | Fecha 6          | Fecha 6 | Fecha 6            | Fecha 6    | Fecha 6   |
| Local                                                                       | Resultado | Visitante      | Estadio                 | Fecha            | Hora    | Árbitro            | Amonestado | Expulsado |
| --------------------------------------------------------------------------- | --------- | -------------- | ----------------------- | ---------------- | ------- | ------------------ | ---------- | --------- |
| 'Mixco'                                                                     | 1−0       | Zacapa         | Santo Domingo de Guzmán | 2 de septiembre  | 15:00   | Mario Noriega      | 7          | 2         |
| Cobán Imperial                                                              | 2−1       | Coatepeque     | Verapaz                 | 2 de septiembre  | 15:30   | Diego Ojer         | 8          | 1         |
| Xelajú MC                                                                   | 1−0       | Malacateco     | Mario Camposeco         | 2 de septiembre  | 20:00   | Cristhofer Corado  | 10         | −         |
| Xinabajul                                                                   | 2−2       | Comunicaciones | Los Cuchumatanes        | 13 de septiembre | 20:00   | Luis Jorge Escobar | 7          | −         |
| 'Achuapa'                                                                   | 3−2       | Antigua GFC    | El Cóndor               | 20 de septiembre | 12:00   | Armando Reyna      | 2          | −         |
| 'Guastatoya'                                                                | 3−1       | Municipal      | David Cordón Hichos     | 20 de septiembre | 19:00   | Orlando Alvarado   | 4          | −         |
| Goles: 18 (3.00 por partido) \| Tarjetas amarillas: 38 \| Tarjetas rojas: 3 |           |                |                         |                  |         |                    |            |           |

| Fecha 7                                                                      | Fecha 7   | Fecha 7        | Fecha 7                | Fecha 7          | Fecha 7 | Fecha 7            | Fecha 7    | Fecha 7   |
| Local                                                                        | Resultado | Visitante      | Estadio                | Fecha            | Hora    | Árbitro            | Amonestado | Expulsado |
| ---------------------------------------------------------------------------- | --------- | -------------- | ---------------------- | ---------------- | ------- | ------------------ | ---------- | --------- |
| Malacateco                                                                   | 0−0       | Cobán Imperial | Santa Lucía            | 9 de septiembre  | 20:00   | Orlando Alvarado   | 5          | −         |
| 'Coatepeque'                                                                 | 4−1       | Xinabajul      | Israel Barrios         | 10 de septiembre | 12:00   | Cristhofer Corado  | 7          | 1         |
| 'Zacapa'                                                                     | 2−1       | Guastatoya     | David Ordóñez Bardales | 10 de septiembre | 20:00   | Ignacio Fuentes    | 8          | 1         |
| 'Comunicaciones'                                                             | 2−1       | Xelajú MC      | Nacional               | 20 de septiembre | 20:00   | Kevin Cacao        | 12         | 1         |
| Municipal                                                                    | 2−2       | Achuapa        | El Trébol              | 27 de septiembre | 15:00   | Luis Jorge Escobar | 2          | −         |
| Antigua GFC                                                                  | 2−2       | Mixco          | Pensativo              | 4 de octubre     | 19:00   | Armando Reyna      | 7          | 1         |
| Goles: 19 (3.167 por partido) \| Tarjetas amarillas: 41 \| Tarjetas rojas: 3 |           |                |                        |                  |         |                    |            |           |

| Fecha 8                                                                     | Fecha 8   | Fecha 8        | Fecha 8                 | Fecha 8          | Fecha 8 | Fecha 8            | Fecha 8    | Fecha 8   |
| Local                                                                       | Resultado | Visitante      | Estadio                 | Fecha            | Hora    | Árbitro            | Amonestado | Expulsado |
| --------------------------------------------------------------------------- | --------- | -------------- | ----------------------- | ---------------- | ------- | ------------------ | ---------- | --------- |
| 'Mixco'                                                                     | 1−0       | Guastatoya     | Santo Domingo de Guzmán | 16 de septiembre | 16:00   | Cristhofer Corado  | 11         | −         |
| Antigua GFC                                                                 | 0−2       | 'Municipal'    | Pensativo               | 16 de septiembre | 19:00   | Walter López       | 5          | 1         |
| Coatepeque                                                                  | 0−2       | Malacateco     | Israel Barrios          | 17 de septiembre | 11:00   | Bryan López        | 3          | 2         |
| 'Achuapa'                                                                   | 3−1       | Zacapa         | El Cóndor               | 17 de septiembre | 13:00   | Orlando Alvarado   | 7          | −         |
| Cobán Imperial                                                              | 2−1       | Comunicaciones | Verapaz                 | 17 de septiembre | 15:00   | Mario Escobar Toca | 4          | −         |
| 'Xinabajul'                                                                 | 2−0       | Xelajú MC      | Los Cuchumatanes        | 17 de septiembre | 17:00   | Wildomar Ramírez   | 10         | 1         |
| Goles: 14 (2.33 por partido) \| Tarjetas amarillas: 40 \| Tarjetas rojas: 4 |           |                |                         |                  |         |                    |            |           |

| Fecha 9                                                                     | Fecha 9   | Fecha 9        | Fecha 9                 | Fecha 9          | Fecha 9 | Fecha 9           | Fecha 9    | Fecha 9   |
| Local                                                                       | Resultado | Visitante      | Estadio                 | Fecha            | Hora    | Árbitro           | Amonestado | Expulsado |
| --------------------------------------------------------------------------- | --------- | -------------- | ----------------------- | ---------------- | ------- | ----------------- | ---------- | --------- |
| Mixco                                                                       | 0–3       | 'Municipal'    | Santo Domingo de Guzmán | 23 de septiembre | 16:00   | Wildomar Ramírez  | 5          | 1         |
| 'Comunicaciones'                                                            | 5–0       | Coatepeque     | Nacional                | 23 de septiembre | 18:00   | Ignacio Fuentes   | 5          | 1         |
| Guastatoya                                                                  | 1–2       | 'Achuapa'      | David Cordón Hichos     | 23 de septiembre | 20:00   | Kevin Cacao       | 6          | −         |
| 'Xinabajul'                                                                 | 2–1       | Malacateco     | Los Cuchumatanes        | 24 de septiembre | 17:00   | Orlando Alvarado  | 7          | 2         |
| Xelajú MC                                                                   | 1–0       | Cobán Imperial | Mario Camposeco         | 24 de septiembre | 20:00   | Armando Reyna     | 4          | −         |
| 'Zacapa'                                                                    | 3–1       | Antigua GFC    | David Ordóñez Bardales  | 26 de septiembre | 19:00   | Cristhofer Corado | 7          | −         |
| Goles: 19 (3.17 por partido) \| Tarjetas amarillas: 34 \| Tarjetas rojas: 4 |           |                |                         |                  |         |                   |            |           |

| Fecha 10                                                                     | Fecha 10  | Fecha 10         | Fecha 10       | Fecha 10         | Fecha 10 | Fecha 10           | Fecha 10   | Fecha 10  |
| Local                                                                        | Resultado | Visitante        | Estadio        | Fecha            | Hora     | Árbitro            | Amonestado | Expulsado |
| ---------------------------------------------------------------------------- | --------- | ---------------- | -------------- | ---------------- | -------- | ------------------ | ---------- | --------- |
| 'Municipal'                                                                  | 4−2       | Zacapa           | El Trébol      | 30 de septiembre | 15:00    | Ignacio Fuentes    | 7          | 1         |
| Antigua GFC                                                                  | 1−0       | Guastatoya       | Pensativo      | 30 de septiembre | 18:00    | Bryan López        | 6          | −         |
| Malacateco                                                                   | 2−3       | 'Comunicaciones' | Santa Lucía    | 30 de septiembre | 20:00    | Armando Reyna      | 3          | −         |
| Coatepeque                                                                   | 0−0       | Xelajú MC        | Israel Barrios | 1 de octubre     | 11:00    | Luis Jorge Escobar | 4          | 1         |
| 'Achuapa'                                                                    | 2−0       | Mixco            | El Cóndor      | 1 de octubre     | 13:00    | Walter López       | 2          | −         |
| Cobán Imperial                                                               | 2−0       | Xinabajul        | Verapaz        | 1 de octubre     | 15:00    | Julio Luna         | 7          | 1         |
| Goles: 16 (2.667 por partido) \| Tarjetas amarillas: 30 \| Tarjetas rojas: 3 |           |                  |                |                  |          |                    |            |           |

| Fecha 11                                                                    | Fecha 11  | Fecha 11    | Fecha 11         | Fecha 11        | Fecha 11 | Fecha 11           | Fecha 11   | Fecha 11  |
| Local                                                                       | Resultado | Visitante   | Estadio          | Fecha           | Hora     | Árbitro            | Amonestado | Expulsado |
| --------------------------------------------------------------------------- | --------- | ----------- | ---------------- | --------------- | -------- | ------------------ | ---------- | --------- |
| Malacateco                                                                  | 1−1       | Municipal   | Santa Lucía      | 5 de octubre    | 19:00    | Diego Ojer         | 9          | −         |
| Xelajú MC                                                                   | 2−1       | Guastatoya  | Mario Camposeco  | 7 de octubre    | 21:00    | Diego Ojer         | 7          | −         |
| Xinabajul                                                                   | 0−0       | Mixco       | Los Cuchumatanes | 12 de noviembre | 18:00    | Mario Escobar Toca | 2          | -         |
| Comunicaciones                                                              | 2−2       | Zacapa      | Nacional         | 14 de noviembre | 20:00    | Wildomar Ramírez   | 4          | -         |
| Coatepeque                                                                  | 0−0       | Antigua GFC | Israel Barrios   | 19 de noviembre | 11:00    | Julio Luna         | 3          | -         |
| Cobán Imperial                                                              | 1−1       | Achuapa     | Verapaz          | 19 de noviembre | 15:00    | Mario Noriega      | 6          | 2         |
| Goles: 11 (1.83 por partido) \| Tarjetas amarillas: 31 \| Tarjetas rojas: 2 |           |             |                  |                 |          |                    |            |           |

| Fecha 12                                                                     | Fecha 12  | Fecha 12         | Fecha 12                | Fecha 12        | Fecha 12 | Fecha 12           | Fecha 12   | Fecha 12  |
| Local                                                                        | Resultado | Visitante        | Estadio                 | Fecha           | Hora     | Árbitro            | Amonestado | Expulsado |
| ---------------------------------------------------------------------------- | --------- | ---------------- | ----------------------- | --------------- | -------- | ------------------ | ---------- | --------- |
| 'Zacapa'                                                                     | 3−1       | Cobán Imperial   | David Ordóñez Bardales  | 1 de noviembre  | 12:00    | Luis Jorge Escobar | 9          | 1         |
| 'Mixco'                                                                      | 3−0       | Coatepeque       | Santo Domingo de Guzmán | 1 de noviembre  | 15.00    | Orlando Alvarado   | 3          | -         |
| ‘Antigua GFC’                                                                | 4−2       | Malacateco       | Pensativo               | 1 de noviembre  | 18:00    | Mario Escobar Toca | 6          | 2         |
| 'Achuapa'                                                                    | 1−0       | Xelajú MC        | El Cóndor               | 12 de noviembre | 15:00    | Ignacio Fuentes    | 11         | -         |
| Municipal                                                                    | 0−2       | 'Comunicaciones' | El Trébol               | 18 de noviembre | 15:00    | Mario Escobar Toca | 10         | 2         |
| Guastatoya                                                                   | 0−0       | Xinabajul        | David Cordón Hichos     | 18 de noviembre | 17:00    | Armando Reyna      | 9          | 1         |
| Goles: 16 (2.667 por partido) \| Tarjetas amarillas: 48 \| Tarjetas rojas: 6 |           |                  |                         |                 |          |                    |            |           |

| Fecha 13                                                                   | Fecha 13  | Fecha 13     | Fecha 13         | Fecha 13        | Fecha 13 | Fecha 13           | Fecha 13   | Fecha 13  |
| Local                                                                      | Resultado | Visitante    | Estadio          | Fecha           | Hora     | Árbitro            | Amonestado | Expulsado |
| -------------------------------------------------------------------------- | --------- | ------------ | ---------------- | --------------- | -------- | ------------------ | ---------- | --------- |
| 'Comunicaciones'                                                           | 2−1       | Antigua GFC  | Nacional         | 20 de octubre   | 19:00    | Walter López       | 5          | 2         |
| Cobán Imperial                                                             | 2−2       | Municipal    | Verapaz          | 21 de octubre   | 15:00    | Bryan López        | 2          | −         |
| Coatepeque                                                                 | 0−1       | 'Guastatoya' | Israel Barrios   | 22 de octubre   | 11:00    | Armando Reyna      | 2          | −         |
| Xinabajul                                                                  | 1−2       | 'Achuapa'    | Los Cuchumatanes | 2 de noviembre  | 20:00    | Diego Ojer         | 4          | 1         |
| Malacateco                                                                 | 3−0       | Mixco        | Santa Lucía      | 18 de noviembre | 19:00    | Luis Jorge Escobar | 4          | -         |
| ‘Xelajú MC’                                                                | 1−0       | Zacapa       | Mario Camposeco  | 18 de noviembre | 21:00    | Kevin Cacao        | 4          | -         |
| Goles: 15 (2.5 por partido) \| Tarjetas amarillas: 21 \| Tarjetas rojas: 3 |           |              |                  |                 |          |                    |            |           |

| Fecha 14                                                                     | Fecha 14  | Fecha 14       | Fecha 14                | Fecha 14      | Fecha 14 | Fecha 14           | Fecha 14   | Fecha 14  |
| Local                                                                        | Resultado | Visitante      | Estadio                 | Fecha         | Hora     | Árbitro            | Amonestado | Expulsado |
| ---------------------------------------------------------------------------- | --------- | -------------- | ----------------------- | ------------- | -------- | ------------------ | ---------- | --------- |
| Antigua GFC                                                                  | 2−2       | Cobán Imperial | Pensativo               | 27 de octubre | 20:00    | Orlando Alvarado   | 6          | −         |
| 'Municipal'                                                                  | 1−0       | Xelajú MC      | El Trébol               | 28 de octubre | 14:00    | Wildomar Ramírez   | 4          | 1         |
| 'Mixco'                                                                      | 2−1       | Comunicaciones | Santo Domingo de Guzmán | 28 de octubre | 16:00    | Kevin Cacao        | 6          | −         |
| 'Guastatoya'                                                                 | 4−0       | Malacateco     | David Cordón Hichos     | 28 de octubre | 20:00    | Luis Jorge Escobar | 5          | −         |
| Zacapa                                                                       | 0−1       | 'Xinabajul'    | David Ordóñez Bardales  | 29 de octubre | 11:00    | Armando Reyna      | 3          | −         |
| 'Achuapa'                                                                    | 1−0       | Coatepeque     | El Cóndor               | 29 de octubre | 15:00    | Bryan López        | 8          | −         |
| Goles: 14 (2.333 por partido) \| Tarjetas amarillas: 32 \| Tarjetas rojas: 1 |           |                |                         |               |          |                    |            |           |

| Fecha 15                                                                     | Fecha 15  | Fecha 15      | Fecha 15         | Fecha 15       | Fecha 15 | Fecha 15           | Fecha 15   | Fecha 15  |
| Local                                                                        | Resultado | Visitante     | Estadio          | Fecha          | Hora     | Árbitro            | Amonestado | Expulsado |
| ---------------------------------------------------------------------------- | --------- | ------------- | ---------------- | -------------- | -------- | ------------------ | ---------- | --------- |
| Cobán Imperial                                                               | 2−2       | Mixco         | Verapaz          | 4 de noviembre | 15:00    | Diego Ojer         | 8          | -         |
| 'Comunicaciones'                                                             | 2−1       | Guastatoya    | Nacional         | 4 de noviembre | 17:00    | Orlando Alvarado   | 4          | 1         |
| Xelajú MC                                                                    | 0−1       | ‘Antigua GFC’ | Mario Camposeco  | 4 de noviembre | 21:00    | Armando Reyna      | 3          | 1         |
| Coatepeque                                                                   | 0−1       | 'Zacapa'      | Israel Barrios   | 5 de noviembre | 11:00    | Mario Escobar Toca | 2          | 1         |
| Xinabajul                                                                    | 0−2       | 'Municipal'   | Los Cuchumatanes | 5 de noviembre | 17:00    | Cristhofer Corado  | 9          | 1         |
| Malacateco                                                                   | 3−2       | Achuapa       | Santa Lucía      | 5 de noviembre | 19:00    | Wildomar Ramírez   | 2          | -         |
| Goles: 16 (2.667 por partido) \| Tarjetas amarillas: 28 \| Tarjetas rojas: 4 |           |               |                  |                |          |                    |            |           |

| Fecha 16                                                                    | Fecha 16  | Fecha 16       | Fecha 16                | Fecha 16        | Fecha 16 | Fecha 16           | Fecha 16   | Fecha 16  |
| Local                                                                       | Resultado | Visitante      | Estadio                 | Fecha           | Hora     | Árbitro            | Amonestado | Expulsado |
| --------------------------------------------------------------------------- | --------- | -------------- | ----------------------- | --------------- | -------- | ------------------ | ---------- | --------- |
| 'Guastatoya'                                                                | 1−0       | Cobán Imperial | David Cordón Hichos     | 26 de noviembre | 15:00    | Luis Jorge Escobar | -          | -         |
| 'Achuapa'                                                                   | 2−0       | Comunicaciones | El Cóndor               | 26 de noviembre | 15:00    | Armando Reyna      | -          | -         |
| 'Zacapa'                                                                    | 4−0       | Malacateco     | David Ordóñez Bardales  | 26 de noviembre | 15:00    | Julio Luna         | -          | -         |
| 'Municipal'                                                                 | 3−0       | Coatepeque     | El Trébol               | 26 de noviembre | 15:00    | Orlando Alvarado   | -          | -         |
| ‘Antigua GFC’                                                               | 2−1       | Xinabajul      | Pensativo               | 26 de noviembre | 15:00    | Diego Ojer         | -          | -         |
| Mixco                                                                       | 0−0       | Xelajú MC      | Santo Domingo de Guzmán | 26 de noviembre | 15:00    | Wildomar Ramírez   | -          | -         |
| Goles: 13 (2.167 por partido) \| Tarjetas amarillas: − \| Tarjetas rojas: − |           |                |                         |                 |          |                    |            |           |

## Estadísticas individuales
| N. | Jugador              | Goles | Minutos | MPG    | Equipo      |
| -- | -------------------- | ----- | ------- | ------ | ----------- |
|    | José Carlos Martínez | 9     | 1090    | 121:07 | Municipal   |
| 2  | Dewinder Bradley     | 8     | 1150    | 143:45 | Antigua GFC |
| 3  | Eliser Quiñones      | 8     | 1440    | 180:00 | Achuapa     |
| 4  | Luis Túnchez         | 7     | 698     | 99:43  | Achuapa     |
| 5  | Pedro Federico Báez  | 7     | 1164    | 166:26 | Malacateco  |

| N. | Jugador           | Juegos | Goles | Promedio | Equipo     |
| -- | ----------------- | ------ | ----- | -------- | ---------- |
|    | José Calderón     | 15     | 12    | 0.80     | Xelajú MC  |
| 2  | Kénderson Navarro | 14     | 14    | 1.00     | Municipal  |
| 3  | Adrián de Lemos   | 15     | 16    | 1.07     | Guastatoya |
| 4  | Álvaro García     | 16     | 20    | 1.25     | Zacapa     |
| 5  | Kevin Moscoso     | 16     | 20    | 1.25     | Mixco      |

## Fase final

### Cuadro
|  | Cuartos de final 29 y 30 de noviembre (ida) 2 y 3 de diciembre (vuelta) | Cuartos de final 29 y 30 de noviembre (ida) 2 y 3 de diciembre (vuelta) | Cuartos de final 29 y 30 de noviembre (ida) 2 y 3 de diciembre (vuelta) | Cuartos de final 29 y 30 de noviembre (ida) 2 y 3 de diciembre (vuelta) | Cuartos de final 29 y 30 de noviembre (ida) 2 y 3 de diciembre (vuelta) |   |   | Semifinales 6 y 7 de diciembre (ida) 9 y 10 de diciembre (vuelta) | Semifinales 6 y 7 de diciembre (ida) 9 y 10 de diciembre (vuelta) | Semifinales 6 y 7 de diciembre (ida) 9 y 10 de diciembre (vuelta) | Semifinales 6 y 7 de diciembre (ida) 9 y 10 de diciembre (vuelta) | Semifinales 6 y 7 de diciembre (ida) 9 y 10 de diciembre (vuelta) |  |     | Finales 17 de diciembre (ida) 23 de diciembre (vuelta) | Finales 17 de diciembre (ida) 23 de diciembre (vuelta) | Finales 17 de diciembre (ida) 23 de diciembre (vuelta) | Finales 17 de diciembre (ida) 23 de diciembre (vuelta) | Finales 17 de diciembre (ida) 23 de diciembre (vuelta) |  |
|  |                                                                         |                                                                         |                                                                         |                                                                         |                                                                         |   |   |                                                                   |                                                                   |                                                                   |                                                                   |                                                                   |  |     |                                                        |                                                        |                                                        |                                                        |                                                        |  |
|  |                                                                         |                                                                         |                                                                         |                                                                         |                                                                         |   |   |                                                                   |                                                                   |                                                                   |                                                                   |                                                                   |  |     |                                                        |                                                        |                                                        |                                                        |                                                        |  |
|  | 4                                                                       | Comunicaciones                                                          | 0                                                                       | 5                                                                       | 5                                                                       |   |   |                                                                   |                                                                   |                                                                   |                                                                   |                                                                   |  |     |                                                        |                                                        |                                                        |                                                        |                                                        |  |
|  | 4                                                                       | Comunicaciones                                                          | 0                                                                       | 5                                                                       | 5                                                                       |   |   |                                                                   |                                                                   |                                                                   |                                                                   |                                                                   |  |     |                                                        |                                                        |                                                        |                                                        |                                                        |  |
|  | 5                                                                       | Malacateco                                                              | 2                                                                       | 0                                                                       | 2                                                                       |   |   |                                                                   |                                                                   |                                                                   |                                                                   |                                                                   |  |     |                                                        |                                                        |                                                        |                                                        |                                                        |  |
|  | 5                                                                       | Malacateco                                                              | 2                                                                       | 0                                                                       | 2                                                                       |   | 4 | Comunicaciones                                                    | 2                                                                 | 1                                                                 | 3                                                                 |                                                                   |  |     |                                                        |                                                        |                                                        |                                                        |                                                        |  |
|  |                                                                         |                                                                         |                                                                         |                                                                         |                                                                         |   | 4 | Comunicaciones                                                    | 2                                                                 | 1                                                                 | 3                                                                 |                                                                   |  |     |                                                        |                                                        |                                                        |                                                        |                                                        |  |
|  |                                                                         |                                                                         | 8                                                                       | Xelajú MC                                                               | 2                                                                       | 0 | 2 |                                                                   |                                                                   |                                                                   |                                                                   |                                                                   |  |     |                                                        |                                                        |                                                        |                                                        |                                                        |  |
|  | 1                                                                       | Achuapa                                                                 | 8                                                                       | Xelajú MC                                                               | 2                                                                       | 0 | 2 | 1                                                                 | 1                                                                 | 2                                                                 |                                                                   |                                                                   |  |     |                                                        |                                                        |                                                        |                                                        |                                                        |  |
|  | 1                                                                       | Achuapa                                                                 |                                                                         |                                                                         |                                                                         |   |   |                                                                   |                                                                   | 2                                                                 |                                                                   |                                                                   |  |     |                                                        |                                                        |                                                        |                                                        |                                                        |  |
|  | 8                                                                       | Xelajú MC                                                               | 3                                                                       | 3                                                                       | 6                                                                       |   |   |                                                                   |                                                                   |                                                                   |                                                                   |                                                                   |  |     |                                                        |                                                        |                                                        |                                                        |                                                        |  |
|  | 8                                                                       | Xelajú MC                                                               | 3                                                                       | 3                                                                       | 6                                                                       |   |   |                                                                   |                                                                   |                                                                   |                                                                   |                                                                   |  | 4/6 | Comunicaciones                                         | 1                                                      | 1                                                      | 2                                                      |                                                        |  |
|  |                                                                         |                                                                         |                                                                         |                                                                         |                                                                         |   |   |                                                                   |                                                                   |                                                                   |                                                                   |                                                                   |  | 4/6 | Comunicaciones                                         | 1                                                      | 1                                                      | 2                                                      |                                                        |  |
|  |                                                                         |                                                                         | 6/8                                                                     | Guastatoya                                                              | 1                                                                       | 0 | 1 |                                                                   |                                                                   |                                                                   |                                                                   |                                                                   |  |     |                                                        |                                                        |                                                        |                                                        |                                                        |  |
|  | 3                                                                       | Antigua GFC                                                             | 6/8                                                                     | Guastatoya                                                              | 1                                                                       | 0 | 1 | 0                                                                 | 0                                                                 | 0                                                                 |                                                                   |                                                                   |  |     |                                                        |                                                        |                                                        |                                                        |                                                        |  |
|  | 3                                                                       | Antigua GFC                                                             |                                                                         |                                                                         |                                                                         |   |   |                                                                   |                                                                   | 0                                                                 |                                                                   |                                                                   |  |     |                                                        |                                                        |                                                        |                                                        |                                                        |  |
|  | 6                                                                       | Guastatoya                                                              | 2                                                                       | 0                                                                       | 2                                                                       |   |   |                                                                   |                                                                   |                                                                   |                                                                   |                                                                   |  |     |                                                        |                                                        |                                                        |                                                        |                                                        |  |
|  | 6                                                                       | Guastatoya                                                              | 2                                                                       | 0                                                                       | 2                                                                       |   | 6 | Guastatoya                                                        | 1                                                                 | 3                                                                 | 4                                                                 |                                                                   |  |     |                                                        |                                                        |                                                        |                                                        |                                                        |  |
|  |                                                                         |                                                                         |                                                                         |                                                                         |                                                                         |   | 6 | Guastatoya                                                        | 1                                                                 | 3                                                                 | 4                                                                 |                                                                   |  |     |                                                        |                                                        |                                                        |                                                        |                                                        |  |
|  |                                                                         |                                                                         | 7                                                                       | Zacapa                                                                  | 1                                                                       | 1 | 2 |                                                                   |                                                                   |                                                                   |                                                                   |                                                                   |  |     |                                                        |                                                        |                                                        |                                                        |                                                        |  |
|  | 2                                                                       | Municipal                                                               | 7                                                                       | Zacapa                                                                  | 1                                                                       | 1 | 2 | 0                                                                 | 1                                                                 | 1                                                                 |                                                                   |                                                                   |  |     |                                                        |                                                        |                                                        |                                                        |                                                        |  |
|  | 2                                                                       | Municipal                                                               |                                                                         |                                                                         |                                                                         |   |   |                                                                   |                                                                   | 1                                                                 |                                                                   |                                                                   |  |     |                                                        |                                                        |                                                        |                                                        |                                                        |  |
|  | 7                                                                       | Zacapa                                                                  | 1                                                                       | 2                                                                       | 3                                                                       |   |   |                                                                   |                                                                   |                                                                   |                                                                   |                                                                   |  |     |                                                        |                                                        |                                                        |                                                        |                                                        |  |
|  | 7                                                                       | Zacapa                                                                  | 1                                                                       | 2                                                                       | 3                                                                       |   |   |                                                                   |                                                                   |                                                                   |                                                                   |                                                                   |  |     |                                                        |                                                        |                                                        |                                                        |                                                        |  |
|  |                                                                         |                                                                         |                                                                         |                                                                         |                                                                         |   |   |                                                                   |                                                                   |                                                                   |                                                                   |                                                                   |  |     |                                                        |                                                        |                                                        |                                                        |                                                        |  |

### Cuartos de final

#### Achuapa - Xelajú MC
| 30 de noviembre de 2023 | Xelajú MC                                                           | 3:1 (3:0) | Achuapa            | Estadio Mario Camposeco, Quetzaltenango |                                |
| 20:00 (UTC-6)           | Jorge Estuardo Vargas 10' · Gerson Tinoco 24' · William Cardoza 43' | Reporte   | 88' Orlando Osorio | Árbitro(s): Luis Jorge Escobar          | Árbitro(s): Luis Jorge Escobar |

| 3 de diciembre de 2023 | Achuapa             | 1:3 (0:1) (Global 2:6) | Xelajú MC                                                     | El Cóndor, Jutiapa       |                          |
| 14:00 (UTC-6)          | Eliser Quiñones 80' | Reporte                | 24' Kenner Gutiérrez · 61' Wilber Rentería · 90+1' Darwin Lom | Árbitro(s): Walter López | Árbitro(s): Walter López |

Xelajú MC avanza a semifinales con un marcador global de 6-2.

#### Municipal - Zacapa
| 30 de noviembre de 2023 | Zacapa                   | 1:0 (0:0) | Municipal | Estadio David Ordóñez Bardales, Zacapa |                        |
| 15:00 (UTC-6)           | José Carlos Espinoza 46' | Reporte   |           | Árbitro(s): Diego Ojer                 | Árbitro(s): Diego Ojer |

| 3 de diciembre de 2023 | Municipal       | 1:2 (1:0) (Global 1:3) | Zacapa                                      | El Trébol, Ciudad de Guatemala |                         |
| 11:00 (UTC-6)          | John Méndez 24' | Reporte                | 63' José Carlos Espinoza · 74' Frank Zamora | Árbitro(s): Bryan López        | Árbitro(s): Bryan López |

Zacapa avanza a semifinales con un marcador global de 3-1.

#### Antigua GFC - Guastatoya
| 29 de noviembre de 2023 | Guastatoya                                | 2:0 (0:0) | Antigua GFC | Estadio David Cordón Hichos, Guastatoya |                              |
| 15:00 (UTC-6)           | Omar Domínguez 64' · Jonathan Estrada 85' | Reporte   |             | Árbitro(s): Wildomar Ramírez            | Árbitro(s): Wildomar Ramírez |

| 2 de diciembre de 2023 | Antigua GFC | 0:0 (0:0) (Global 0:2) | Guastatoya | Estadio Pensativo, Antigua Guatemala |                        |
| 19:00 (UTC-6)          |             | Reporte                |            | Árbitro(s): Julio Luna               | Árbitro(s): Julio Luna |

Guastatoya avanza a semifinales con un marcador global de 2-0.

#### Comunicaciones - Malacateco
| 29 de noviembre de 2023 | Malacateco                          | 2:0 (0:0) | Comunicaciones | Estadio Santa Lucía, Malacatán |                         |
| 19:00 (UTC-6)           | Yonathan Morán 55' · Adán López 72' | Reporte   |                | Árbitro(s): Kevin Cacao        | Árbitro(s): Kevin Cacao |

| 2 de diciembre de 2023 | Comunicaciones                                   | 5:0 (3:0) (Global 5:2) | Malacateco | Estadio Carlos Salazar Hijo, Mazatenango |                                |
| 16:00 (UTC-6)          | Juan Anangonó 27' 34' 45' 55' · Érick Rivera 76' | Reporte                |            | Árbitro(s): Mario Escobar Toca           | Árbitro(s): Mario Escobar Toca |

Comunicaciones avanza a semifinales con un marcador global de 5-2.

### Semifinales

#### Comunicaciones - Xelajú MC
| 7 de diciembre de 2023 | Xelajú MC                            | 2:2     | Comunicaciones                        | Estadio Mario Camposeco, Quetzaltenango |                         |
| 20:30 (UTC-6)          | Héctor Moreira 9' · Aslinn Rodas 65' | Reporte | Juan Anangonó 4' · Jorman Aguilar 71' | Árbitro(s): Kevin Cacao                 | Árbitro(s): Kevin Cacao |

| 10 de diciembre de 2023 | Comunicaciones | 0:0 (4-2) | Xelajú MC | Estadio Doroteo Guamuch Flores, Ciudad de Guatemala |                          |
| 19:00 (UTC-6)           |                | Reporte   |           | Árbitro(s): Walter López                            | Árbitro(s): Walter López |

Comunicaciones avanza a finales con un marcador global de 2-2 y 4-2 en penales.

#### Guastatoya - Zacapa
| 6 de diciembre de 2023 | Zacapa                               | 1:1 (0:0) | Guastatoya        | Estadio David Ordóñez Bardales, Zacapa |                          |
| 19:00 (UTC-6)          | Keyshwen Kermey Arboine Peterkin 47' |           | Omar Domínguez 4' | Árbitro(s): Luis Escobar               | Árbitro(s): Luis Escobar |

| 9 de diciembre de 2023 | Guastatoya                                                       | 3:1 (0:0) (Global 4-2) | Zacapa                            | Estadio David Cordón Hichos, Guastatoya |                           |
| 15:00 (UTC-6)          | Jonathan Morán 34' 76' (P) · Marcelo Augusto Ferreira Bordón 51' | Reporte                | José Carlos Espinoza Contreras 9' | Árbitro(s): Mario Escobar               | Árbitro(s): Mario Escobar |

Guastatoya avanza a finales con un marcador global de 4-2.

### Finales

#### Comunicaciones - Guastatoya
| 17 de diciembre de 2023 | Guastatoya         | 1:1 (0:0) | Comunicaciones             | Estadio David Cordón Hichos, Guastatoya                 |                                                         |
| 15:00 (UTC-6)           | Jonathan Morán 40' | Reporte   | Antonio de Jesús López 15' | Asistencia: 3,100 espectadores Árbitro(s): Walter López | Asistencia: 3,100 espectadores Árbitro(s): Walter López |

| 23 de diciembre de 2023 | Comunicaciones     | 1:0 (1:0) (Global 2-1) | Guastatoya | Estadio Doroteo Guamuch Flores, Ciudad de Guatemala       |                                                           |
| 18:00 (UTC-6)           | Andrés Lezcano 65' | Reporte                |            | Asistencia: 20,000 espectadores Árbitro(s): Mario Escobar | Asistencia: 20,000 espectadores Árbitro(s): Mario Escobar |

| Campeón                                                            |
| Comunicaciones FC                                                  |
| 32.° título Clasificado a la Copa Centroamericana de Concacaf 2024 |